# Campeonato Piauiense de Futebol de 2025
O Campeonato Piauiense de 2025 - Série A foi a 85.ª edição da primeira divisão piauiense. É uma competição oficial organizada pela Federação de Futebol do Piauí entre os dias 11 de janeiro e abril.
Oito clubes participam do torneio. O campeonato conta com o retorno de Piauí e o estreante Atlético Piauiense, campeão e vice, respectivamente, da Série B de 2024 e com as seis equipes remanescentes de 2024. Após 34 anos a capital Teresina irá contar com, pelo menos, quatro clubes na competição desde o Piauiense de 1991 que contou com Auto Esporte, Flamengo-PI, Piauí, River-PI e Tiradentes-PI. O atual campeão do estadual é o Altos.
O campeão e vice conquistará uma vaga na Copa do Brasil de 2026, Série D de 2026.

## Regulamento
A fórmula de disputa foi divulgada ainda em novembro de 2024 com alterações na forma de disputa e o tabela foi divulgado em 25 de novembro.. Na primeira fase, os clubes foram divididos em dois grupos de quatro equipes onde se enfrentaram entre si em jogos de ida e volta, totalizando 6 jogos. Todos os clubes se classificaram à Segunda Fase, onde haverá um cruzamento olímpico entre os grupos, sendo que os 1º colocados de ambos os grupos enfrentaram os 4º colocados do grupo oposto, sendo a mesma coisa para os colocados em 2º que enfrentaram os 3º do outro grupo em confrontos de ida e volta. Os confrontos da segunda fase não foram eliminatórios, mas serviram para definir a classificação geral do campeonato. Os quatro primeiros, após a segunda fase, classificara-se à terceira fase, enquanto os dois últimos colocados serão rebaixados à segunda divisão de 2026.
Na terceira fase os confrontos serão definidos da seguinte forma: o melhor classificado geral enfrentou o quarto melhor classificado e o segundo enfrentou o terceiro, em jogos de ida e volta. Caso as partidas acabassem empatadas em número de pontos e de saldo de gols, o confronto seria definido nos pênaltis. Os vencedores dos confrontos se enfrentaram na final estadual, em dois jogos, onde o vencedor foi designado Campeão Piauiense de 2025 e o perdedor Vice-campeão Piauiense de 2025.
Os dois clubes participantes da final estadual ganharam o direito de disputar a Copa do Brasil de 2026 e o Campeonato Brasileiro de 2026 - Série D.

## Equipes participantes
| Equipe             | Cidade   | Em 2024 | Estádio           | Capacidade | Títulos             |
| ------------------ | -------- | ------- | ----------------- | ---------- | ------------------- |
| 4 de Julho         | Piripiri | 6º      | Arena Ytacoatiara | 5 830      | 4 (último em 2020)  |
| Atlético Piauiense | Teresina | 2º (B)  | Lindolfo Monteiro | 5 144      | 0 (não possui)      |
| Altos              | Altos    | 1º      | Lindolfo Monteiro | 5 144      | 4 (último em 2024)  |
| Fluminense-PI      | Teresina | 5º      | Lindolfo Monteiro | 5 144      | 1 (em 2022)         |
| Oeirense           | Oeiras   | 4º      | Gérson Campos     | 4 000      | 0 (não possui)      |
| Parnahyba          | Parnaíba | 2º      | Pedro Alelaf      | 4 146      | 13 (último em 2013) |
| Piauí              | Teresina | 1º (B)  | Albertão          | 52 296     | 5 (último em 1985)  |
| River-PI           | Teresina | 3º      | Albertão          | 52 296     | 32 (último em 2023) |

## Primeira fase

### Grupo A
| Pos | Equipe             | Pts | J | V | E | D | GP | GC | SG |  | ALT | FLU | CAP | RIV |
| --- | ------------------ | --- | - | - | - | - | -- | -- | -- |  | --- | --- | --- | --- |
| 1   | Altos              | 12  | 6 | 3 | 3 | 0 | 8  | 3  | +5 |  | —   | 1–0 | 1–1 | 1–0 |
| 2   | Fluminense-PI      | 9   | 6 | 2 | 3 | 1 | 7  | 4  | +3 |  | 0–0 | —   | 1–0 | 4–1 |
| 3   | Atlético Piauiense | 7   | 6 | 1 | 4 | 1 | 7  | 7  | 0  |  | 2–2 | 1–1 | —   | 2–1 |
| 4   | River-PI           | 2   | 6 | 0 | 2 | 4 | 4  | 12 | −8 |  | 0–3 | 1–1 | 1–1 | —   |

### Grupo B
| Pos | Equipe     | Pts | J | V | E | D | GP | GC | SG |  | PIA | PAR | OEI | 4JU |
| --- | ---------- | --- | - | - | - | - | -- | -- | -- |  | --- | --- | --- | --- |
| 1   | Piauí      | 11  | 6 | 3 | 2 | 1 | 7  | 6  | +1 |  | —   | 0–2 | 0–0 | 1–1 |
| 2   | Parnahyba  | 10  | 6 | 3 | 1 | 2 | 9  | 6  | +3 |  | 0–1 | —   | 2–1 | 0–1 |
| 3   | Oeirense   | 6   | 6 | 1 | 3 | 2 | 5  | 6  | −1 |  | 0–1 | 1–1 | —   | 1–1 |
| 4   | 4 de Julho | 5   | 6 | 1 | 2 | 3 | 9  | 12 | −3 |  | 3–4 | 2–4 | 1–2 | —   |

### Confrontos da primeira fase
Primeira rodada
| 11 de janeiro | Atlético Piauiense                | 2 – 1          | River-PI          | Teresina                                  |  |
| 16:00 (UTC−3) | Julio Cesar 43' · Thiago Dias 64' | Súmula Borderô | 54' Kaue da Silva | Estádio: Albertão Público: 3 089 pagantes |  |

| 11 de janeiro | 4 de Julho                                                | 3 – 4          | Piauí                                                                        | Piripiri                                         |  |
| 16:00 (UTC−3) | Luan Thalison 43' · Aluizio Lopes 83' · Luan Thalison 88' | Súmula Borderô | 55', 62' (pen) Felipe Alves · 80' Adilio Hommerito · 90+2' Mateus Nascimento | Estádio: Arena Ytacoatiara Público: 789 pagantes |  |

| 12 de janeiro | Altos          | 1 – 0          | Fluminense-PI | Teresina                                |  |
| 16:00 (UTC−3) | Lucas Reis 13' | Súmula Borderô |               | Estádio: Albertão Público: 254 pagantes |  |

| 12 de janeiro | Parnahyba                             | 2 – 1          | Oeirense          | Parnaíba                                   |  |
| 16:00 (UTC−3) | Emilio Santos 60' · Gabriel Gomes 81' | Súmula Borderô | 25' Marcos Danilo | Estádio: Mão Santa Público: 1 600 pagantes |  |

Segunda rodada
| 18 de janeiro | River-PI | 0 – 3          | Altos                                                        | Teresina                                  |  |
| 16:00 (UTC−3) |          | Súmula Borderô | 23' (pen) Lucas Reis · 38' Marcos Antonio · 45+1' Lucas Reis | Estádio: Albertão Público: 1 470 pagantes |  |

| 19 de janeiro | Oeirense       | 1 – 1          | 4 de Julho             | Oeiras                                       |  |
| 15:30 (UTC−3) | Caio Cezar 16' | Súmula Borderô | 75' Aluizio dos Santos | Estádio: Gérson Campos Público: 796 pagantes |  |

| 19 de janeiro | Fluminense-PI                 | 1 – 0          | Atlético Piauiense | Teresina                                |  |
| 16:00 (UTC−3) | João Gabriel Sala de Melo 77' | Súmula Borderô |                    | Estádio: Albertão Público: 632 pagantes |  |

| 20 de janeiro | Piauí | 0 – 2          | Parnahyba                                             | Teresina                                |  |
| 19:00 (UTC−3) |       | Súmula Borderô | 45+3' Rafael Teixeira do Nascimento · 71' Eric França | Estádio: Albertão Público: 349 pagantes |  |

Terceira rodada
| 25 de janeiro | Fluminense-PI                                                                   | 4 – 1          | River-PI                | Teresina                                |  |
| 16:00 (UTC−3) | Vitor Miguel 37' · Vitor Miguel 45+2' · Gabriel Vieira 65' · Gabriel Vieira 80' | Súmula Borderô | 57' (pen) Vinicius Dias | Estádio: Albertão Público: 723 pagantes |  |

| 26 de janeiro | Oeirense | 0 – 1          | Piauí             | Oeiras                                       |  |
| 15:45 (UTC−3) |          | Súmula Borderô | 46' Luan Henrique | Estádio: Gérson Campos Público: 505 pagantes |  |

| 26 de janeiro | Parnahyba | 0 – 1          | 4 de Julho            | Parnaíba                                   |  |
| 16:00 (UTC−3) |           | Súmula Borderô | 49' Lucas de Oliveira | Estádio: Mão Santa Público: 1 600 pagantes |  |

| 27 de janeiro | Altos               | 1 – 1          | Atlético Piauiense  | Teresina                                |  |
| 19:00 (UTC−3) | Cleiton Padilha 87' | Súmula Borderô | 26' Sanaido Pereira | Estádio: Albertão Público: 529 pagantes |  |

Quarta rodada
| 31 de janeiro | Fluminense-PI | 0 – 0 | Altos | Teresina          |  |
| 16:00 (UTC−3) |               |       |       | Estádio: Albertão |  |

| 1 de fevereiro | Piauí | 1 – 1 | 4 de Julho | Teresina          |  |
| 16:00 (UTC−3)  |       |       |            | Estádio: Albertão |  |

| 2 de fevereiro | Oeirense | 1 – 1 | Parnahyba | Oeiras                 |  |
| 15:45 (UTC−3)  |          |       |           | Estádio: Gérson Campos |  |

| 3 de fevereiro | River-PI | 1 – 1 | Atlético Piauiense | Teresina          |  |
| 19:00 (UTC−3)  |          |       |                    | Estádio: Albertão |  |

Quinta rodada
| 8 de fevereiro | Altos | 1 – 0 | River-PI | Teresina          |  |
| 16:00 (UTC−3)  |       |       |          | Estádio: Albertão |  |

| 9 de fevereiro | 4 de Julho | 1 – 2 | Oeirense | Piripiri                   |  |
| 09:00 (UTC−3)  |            |       |          | Estádio: Arena Ytacoatiara |  |

| 9 de fevereiro | Parnahyba | 0 – 1 | Piauí | Parnaíba           |  |
| 15:45 (UTC−3)  |           |       |       | Estádio: Mão Santa |  |

| 9 de fevereiro | Atlético Piauiense | 1 – 1 | Fluminense-PI | Teresina          |  |
| 16:00 (UTC−3)  |                    |       |               | Estádio: Albertão |  |

Sexta rodada
| 14 de fevereiro | Atlético Piauiense | 2 – 2 | Altos | Teresina          |  |
| 20:30 (UTC−3)   |                    |       |       | Estádio: Albertão |  |

| 15 de fevereiro | Piauí | 0 – 0 | Oeirense | Teresina          |  |
| 16:00 (UTC−3)   |       |       |          | Estádio: Albertão |  |

| 16 de fevereiro | 4 de Julho | 2 – 4 | Parnahyba | Piripiri                   |  |
| 16:00 (UTC−3)   |            |       |           | Estádio: Arena Ytacoatiara |  |

| 17 de fevereiro | River-PI | 1 – 1 | Fluminense-PI | Teresina          |  |
| 19:00 (UTC−3)   |          |       |               | Estádio: Albertão |  |

## Segunda fase
Em itálico, as equipes que possuem o mando de campo no primeiro jogo confronto.
| Equipe 1           | Total | Equipe 2      | 1.º jogo | 2.º jogo |
| ------------------ | ----- | ------------- | -------- | -------- |
| 4 de Julho         | 1–4   | Altos         | 1–0      | 0–4      |
| Oeirense           | 3–2   | Fluminense-PI | 0–1      | 3–1      |
| River-PI           | 1–2   | Piauí         | 1–0      | 0–2      |
| Atlético Piauiense | 4–3   | Parnahyba     | 1–2      | 3–1      |

### Classificação para Fase Final
| Pos | Equipe             | Pts | J | V | E | D | GP | GC | SG | Classificação                        |
| --- | ------------------ | --- | - | - | - | - | -- | -- | -- | ------------------------------------ |
| 1   | Altos              | 15  | 8 | 4 | 3 | 1 | 12 | 4  | +8 | Classificado para a Semifinal        |
| 2   | Piauí              | 14  | 8 | 4 | 2 | 2 | 9  | 7  | +2 | Classificado para a Semifinal        |
| 3   | Parnahyba          | 13  | 8 | 4 | 1 | 3 | 12 | 10 | +2 | Classificado para a Semifinal        |
| 4   | Fluminense-PI      | 12  | 8 | 3 | 3 | 2 | 9  | 7  | +2 | Classificado para a Semifinal        |
| 5   | Atlético Piauiense | 10  | 8 | 2 | 4 | 2 | 11 | 10 | +1 |                                      |
| 6   | Oeirense           | 9   | 8 | 2 | 3 | 3 | 8  | 8  | 0  |                                      |
| 7   | 4 de Julho         | 8   | 8 | 2 | 2 | 4 | 10 | 16 | −6 | Rebaixados a Segunda Divisão de 2026 |
| 8   | River-PI           | 5   | 8 | 1 | 2 | 5 | 5  | 14 | −9 | Rebaixados a Segunda Divisão de 2026 |

## Fase final
Em itálico as equipes que possuem o mando de campo no jogo de ida; em negrito as equipes vencedoras.
|  |  |

|  | Semifinais          | Semifinais    | Semifinais | Semifinais |   |       | Final | Final | Final | Final |
|  |                     |               |            |            |   |       |       |       |       |       |
|  | Piauí (pen)         | 1             | 2          | 3 (4)      |   |       |       |       |       |       |
|  | Parnahyba           | 2             | 1          | 3 (2)      |   |       |       |       |       |       |
|  | Parnahyba           | 2             | 1          | 3 (2)      |   | Piauí | 2     | 2     | 4     |       |
|  |                     |               |            |            |   | Piauí | 2     | 2     | 4     |       |
|  |                     | Fluminense-PI | 2          | 0          | 2 |       |       |       |       |       |
|  | Altos               | Fluminense-PI | 2          | 0          | 2 | 0     | 3     | 3 (3) |       |       |
|  | Altos               |               |            |            |   | 0     | 3     | 3 (3) |       |       |
|  | Fluminense-PI (pen) | 1             | 2          | 3 (4)      |   |       |       |       |       |       |

## Premiação
| Campeão Piauiense 2025     |
| -------------------------- |
| Piauí Campeão (6.º título) |